# Falconius deceptor
Falconius deceptor är en insektsart som beskrevs av Günther, K. 1938. Falconius deceptor ingår i släktet Falconius och familjen torngräshoppor. Inga underarter finns listade i Catalogue of Life.